# Антипатия
Антипа́тия (др.-греч. ἀντιπάθεια, от ἀντι- — «против», и πάθος — «страсть») — чувство неприязни, нерасположения или отвращения, эмоциональное отношение неприятия кого-либо или чего-либо. Противоположно симпатии. Антипатия, как и симпатия, является во многом безотчётным чувством и обусловливается подсознательным решением, но она может возникать и полностью сознательно, в результате моральной оценки по отношению к тем людям, существам или явлениям, которые порицает принятая в данном обществе система взглядов.
Антипатия имеет своим источником представление о вредности, опасности, уродстве, неполноценности объекта антипатии, приобретённое личным или наследственным опытом или же привитое воспитанием. В основе этого чувства может лежать также особая возбудимость нервной системы индивидуума (см. идиосинкрази́я).
Наследственная или приобретённая антипатия человека и животных к тем или иным предметам часто имеет инстинктивную или рефлекторную природу и, по мнению некоторых авторов, связана с задачей самосохранения индивидуума, биологического вида, группы или этноса.
В социологии и психологии антипатия, как и симпатия, служит одним из мотивационных регуляторов межличностных и межгрупповых взаимоотношений. При этом чувства приязни и неприязни могут быть более или менее независимыми или даже взаимодополнительными, то есть закономерно сочетаться в эмоциональном отношении к другому человеку (выраженность одного полюса с одновременной выраженностью противоположного).